# サッカートーゴ女子代表
サッカートーゴ女子代表（サッカートーゴじょしだいひょう）は、トーゴサッカー連盟(フランス語: Fédération Togolaise de Football, 略称：FTF)によって編成されるトーゴの女子サッカーナショナルチームである。アフリカサッカー連盟(CAF)に所属している。2006年に代表チームが結成され、アフリカの女子サッカー選手権であるアフリカ女子選手権に出場している。
女子ワールドカップ、オリンピックともに出場はない。

## ワールドカップの成績
- 1991 - 不参加
- 1995 - 不参加
- 1999 - 不参加
- 2003 - 不参加
- 2007 - 予選敗退
- 2011 - 不参加

## オリンピックの成績
- 1996 - 不参加
- 2000 - 不参加
- 2004 - 不参加
- 2008 - 不参加
- 2012 - 不参加

## アフリカ女子選手権の成績
- 1991 - 不参加
- 1995 - 不参加
- 1998 - 不参加
- 2000 - 不参加
- 2002 - 不参加
- 2004 - 不参加
- 2006 - 予選敗退
- 2008 - 不参加
- 2010 - 不参加
- 2012 - 不参加

## FIFAランキング
2012年6月現在、FIFA女子ランキングにはまだランクインしていない。